# 毛环唐竹
毛环唐竹（学名：Sinobambusa incana）为禾本科唐竹属下的一个种。

## 扩展阅读
- 維基物種上的相關：毛环唐竹